# Who's Laughing Now (canção de Ava Max)
"Who's Laughing Now" é uma canção da cantora americana Ava Max, gravada para seu álbum de estreia Heaven & Hell (2020). Foi escrita por Max, Jonnali Parmenius, Linus Wiklund, Måns Wredenberg, Madison Love e Henry Walter, e produzida por Cirkut e Lotus IV. Foi lançada pela Atlantic Records como sexto single do álbum em 30 de julho de 2020.

## Antecedentes
Max especulou "Who's Laughing Now" em suas contas nas redes sociais em 28 de maio de 2020, antes de anunciar oficialmente a data inicial do lançamento do single em 2 de junho de 2020, e divulgar a capa no dia seguinte. A data de lançamento foi adiada devido ao Blackout Tuesday. Ela então anunciou que a canção seria lançada em 25 de junho de 2020, mas também foi adiada indefinidamente em 17 de junho de 2020. Ela finalmente anunciou que seria lançado em 30 de julho de 2020.

## Composição e letra
"Who's Laughing Now" é uma canção dance-pop. Foi escrita por Max como uma continuação de sua música de 2018 "Sweet but Psycho", como as letras descrevem uma garota incompreendida sendo gaslighted, e servem como uma analogia às próprias experiências de Max sendo rejeitadas na indústria musical. Ela resumiu a música como "basicamente dizendo a todos para se foderem".

## Videoclipe
O videoclipe foi dirigido por Isaac Rentz e lançado em 30 de julho de 2020.

## Desempenho nas tabelas musicas

### Posições
| Tabela musical (2020)               | Melhor posição |
| ----------------------------------- | -------------- |
| Alemanha (GfK Entertainment Charts) | 89             |
| Croácia (HRT)                       | 65             |
| Escócia (Official Charts Company)   | 31             |
| Finlândia (Suomen virallinen lista) | 4              |
| Hungria (Rádiós Top 40)             | 13             |
| Noruega (VG-lista)                  | 11             |
| Nova Zelândia (RMNZ)                | 14             |
| Suécia (Sverigetopplistan)          | 71             |
| Suíça (Media Control Romandy)       | 13             |
| Suíça (Schweizer Hitparade)         | 49             |

## Históricos de lançamentos
| País   | Data de lançamento   | Formato(s)                 | Versão   | Gravadora | Ref.   |
| ------ | -------------------- | -------------------------- | -------- | --------- | ------ |
| Vários | 30 de julho de 2020  | Download digital streaming | Original | Atlantic  | [ 17 ] |
| Vários | 12 de agosto de 2020 | Download digital streaming | Remixes  | Atlantic  | [ 18 ] |